# Bukowo (powiat kołobrzeski)
Bukowo (niem. Buchwald) – osada w Polsce położona w województwie zachodniopomorskim, w powiecie kołobrzeskim, w gminie Rymań. Miejscowość wchodzi w skład sołectwa Rymań.